# Bleck (tidskrift)
Bleck är en feministisk tidning som utgavs första gången 1998, först som ett fanzine. Totalt gavs tolv fanzines och tre tidskrifter ut. Sista numret utkom år 2003.
Initiativtagare, redaktör och länge enda skribent var författaren Linna Johansson. Hon har sedan dess varit verksam som skribent i en lång rad tidningar, men är kanske främst känd för åren som kolumnist och kulturskribent på Expressen.